# Santana do Deserto
Santana do Deserto is een gemeente in de Braziliaanse deelstaat Minas Gerais. De gemeente telt 3.977 inwoners (schatting 2009).

## Aangrenzende gemeenten
De gemeente grenst aan Chiador, Juiz de Fora, Mar de Espanha, Matias Barbosa, Pequeri, Simão Pereira en Comendador Levy Gasparian (RJ).